# 18号族
18号族（18ごうぞく、英: Family 18）とは、オールド・ウッドコック・メア（Old Woodcock Mare）と呼ばれる牝馬を祖先にもつサラブレッドの牝系（母系）一族のこと。2006年現在までにワキシー、スモーレンスコ、フォルモサ等を出した。日本ではミスブゼンの一族（コスモドリーム、ラッキーゲラン、ウインブライト、サトノレーヴ）、ナリタトップロードなど。

## 牝系図
- Old Woodcock Mare（1695, Woodcock） -- F-No.18
  - Old Spot Mare（Curwen Old Spot）
    - Curwen Bay Barb Mare（Curwen Bay Barb）
      - Devonshire Arabian Mare（Devonshire Arabian）
        - Bartlet's Childers Mare（Bartlet's Childers）
          - YoungBelgrade Mare（Young Belgrade）
            - Miss Windsor（1754, Godolphin Arabian）
              - Signora（1767, Snap）
                - Mark Anthony Mare（1782, Mark Anthony）
                  - Miss Furey（1798, Trumpator） -- F-No.18-a